# Рига (аэропорт)
Аэропорт Ри́га (латыш. Starptautiskā lidosta «Rīga»; ИАТА: RIX, ИКАО: EVRA) — международный аэропорт Риги, столицы Латвии. Расположен в 13 километрах от центра города, на территории Марупского края. Находится во владении Министерства сообщения Латвийской Республики. Оператор аэропорта — сам аэропорт (RIX GH) и турецкий холдинг TAV Airports (Havas Latvia).
Рижский аэропорт — самый крупный аэропорт в странах Прибалтики по объёму грузовых и пассажирских перевозок. По итогам 2019 года пассажиропоток аэропорта превысил 7,7 миллионов человек.
Является хабом для национальной авиакомпании Латвии airBaltic, а также для чартерной авиакомпании SmartLynx Airlines и лоукостера Ryanair (c 2022). В 2021 году о создании своей базы в Риге объявил Ryanair. В аэропорту также базируются Raf-Avia, Inversija и Vip Avia.Прямыми рейсами из Рижского аэропорта можно добраться до 100 городов мира (на середину 2018), включая Лондон, Осло, Франкфурт, Хельсинки, Берлин, Стокгольм, Копенгаген.

## История
Пассажирский аэровокзал был построен в Рижском районе в 1973 году с восточной стороны взлетно-посадочной полосы (ВПП) большого военного аэродрома МО СССР. Сам военный аэродром располагался в посёлке Скулте с западной части ВПП и продолжал функционировать вплоть до развала СССР. Гражданские воздушные суда использовали для взлёта и посадки ВПП этого военного аэродрома.
В Скулте после 1945 года располагались большой военный аэродром, гарнизон и посёлок авиационной части. Здесь базировался 1-й гвардейский минно-торпедный авиаполк Балтийского флота, который в 1941 году бомбил Берлин, взлетая с эстонского острова Сааремаа. Позднее здесь находились полк фронтовых бомбардировщиков Ил-28 Балтийского флота и 145-я отдельная противолодочная эскадрилья самолётов Ил-38 Балтийского флота.
На военном аэродроме Скулте до начала семидесятых годов базировался 1-й гвардейский минно-торпедный Клайпедский Краснознамённый авиационный полк. Лётчики этого полка первыми в Великую Отечественную войну, 7 августа 1941 года, наносили удары по Берлину. В военном городке близ аэропорта «Рига» позднее находились также лётный гарнизон морской авиации «Скулте» и база 145-й отдельной противолодочной авиаэскадрильи дальнего действия.
До строительства пассажирского аэровокзала в качестве аэропортов города Риги использовались:
- аэропорт Спилве (с 1930 по 1986 год); в настоящее время используется в качестве аэродрома АОН, но по плану развития города планируется застроить эту территорию;
- аэропорт Румбула. Был основан как военный аэродром после Второй мировой войны. Начиная с 1965 года обслуживал также пассажирские рейсы на крупных самолётах, для которых полоса в аэропорту Спилве была мала. Гражданские полёты были прекращены через год после постройки аэропорта Рига. В 1978 году был закрыт, военные самолёты перебазировались на аэродром Лиелварде. В наши дни территория бывшего аэродрома занята авторынком. В качестве своего рода «наследства», стоит упомянуть оставшееся загрязнение от бывших резервуаров для горючего, где на аэродроме хранился керосин. На территории аэродрома проходят полёты на парапланах.

Полная модернизация аэропорта Рига и строительство его южной части завершились в 2001 году, к празднованию 800-летия Риги.
На территории, прилегающей к зданию аэровокзала, работал созданный энтузиастом Виктором Талпой Рижский музей авиации под открытым небом; в нём представлены военные и гражданские летательные аппараты, преимущественно советского времени, среди которых Ту-134 авиакомпании Аэрофлот, Ту-154, Ми-6, Ту-22М1, МиГ-25РБС и другие уникальные образцы авиационной техники. В настоящее время, в связи с необходимостью использования занимаемой музеем площади под строительство подъездного железнодорожного пути, после судебных разбирательств, музей перенесён на противоположную сторону лётного поля и продолжает функционировать под частным владением Виктора Талпы, находится по новому адресу — Skultes iela 35. .

### Современное состояние
В 2006 году было завершено строительство северной части терминала, а также построен современный ангар для технического обслуживания и ремонта самолётов.
За всю историю аэропорта в нём ни разу не происходили серьёзные аварии.
В 2005 году в Мюнхене на конгрессе Европейской организации Международного совета аэропортов аэропорт «Рига» был признан лучшим в Европе в категории обслуживающих от одного до пяти миллионов пассажиров в год. Жюри оценивает аэропорты с точки зрения обслуживания пассажиров, самолётов, мер безопасности.
17 октября 2008 года по инициативе министра сообщения Айнара Шлесерса закончены работы по удлинению взлётно-посадочной полосы на 650 метров — до 3,2 км, теперь аэропорт может принимать практически все типы самолётов (полоса сдана в эксплуатацию 30 октября). Реализация этого проекта обошлась в 16,51 млн латов (23,58 млн евро).
В 2009 Международный аэропорт «Рига» впервые попал в рейтинг «Топ-100» аэропортов мира по количеству обслуженных пассажиров на международных рейсах в течение недели: по данным исследовательско-аналитического издания рынка авиационной индустрии OAG Aviation Solutions (OAG) разместился на 98 строчке, обслужив в течение недели с 24 по 30 августа 66,427 пассажиров международных рейсов, вылетающих из аэропорта.
В 2009 году прирост пассажиропотока Рижского аэропорта составил 10,2 %; в 2011 году — 9,5 %.. В течение последних лет государственное акционерное общество «Международный аэропорт Рига» стало одним из наиболее быстро развивающихся аэропортов в Европе. Так в аэропорту в 2016 году было обслужено 5,4 млн пассажиров, 2018 — 7,06 млн, 2019 — 7,8 млн пассажиров.
В 2019 году прошла реконструкция взлетно посадочной полосы, вследствие чего была построена новая рулежная дорожка. В 2021 году грузооборот аэропорта подстегнула электронная коммерция: объём переваленных грузов достиг 27,900 тонн, что на пятую часть больше, чем в 2020 году, даже на 2 % больше, чем в доковидном 2019-м. Одним из инструментов роста стал новый грузовой рейс в Гонконг, который выполняет международная экспедиторская компания Venipak дважды в неделю. Было завершено строительство грузового терминала DHL площадью 4500 м².
В 2022 году было восстановлено дорожное покрытие Z3

## Авиакомпании и пункты назначения
По состоянию на январь 2019 года аэропорт Риги обслуживал рейсы следующих авиакомпаний (доля рынка показана на 2021 год):

## Статистика
| 2019                                 | ▲ 7,798,382 | +10.5 % |
| 2018                                 | ▲ 7,056,089 | +15.7 % |
| 2017                                 | ▲ 6,097,434 | +13.0 % |
| 2016                                 | ▲ 5,401,243 | +4.6 %  |
| 2015                                 | ▲ 5,162,149 | +7.2 %  |
| 2014                                 | ▲ 4,813,959 | +0.4 %  |
| 2013                                 | ▲ 4,793,045 | +0.5 %  |
| 2012                                 | ▼ 4,767,764 | −6.6 %  |
| 2011                                 | ▲ 5,106,926 | +9.5 %  |
| 2010                                 | ▲ 4,663,647 | +14.7 % |
| 2009                                 | ▲ 4,066,854 | +10.2 % |
| 2008                                 | ▲ 3,690,549 | +16.7 % |
| 2007                                 | ▲ 3,160,945 | +26.7 % |
| 2006                                 | ▲ 2,495,020 | +32.8 % |
| 2005                                 | ▲ 1,878,035 | +77.1 % |
| 2004                                 | ▲ 1,060,426 | +49.0 % |
| 2003                                 | ▲ 711,753   | +12.4 % |
| 2002                                 | ▲ 633,332   | +1.7 %  |
| 2001                                 | ▲ 622,647   | +8.4 %  |
| 2000                                 | ▲ 574,356   | +2.1 %  |
| 1999                                 | ▲ 562,383   | +1,4 %  |
| 1998                                 | ▲ 554,628   | +4,4 %  |
| 1997                                 | ▲ 531,199   | +6.8 %  |
| 1996                                 | ▲ 497,124   | +1.3 %  |
| 1995                                 | ▲ 490,607   | +25.1 % |
| 1994                                 | ▲ 392,065   | +26.4 % |
| 1993                                 | ▲ 310,132   |         |
| 1992                                 |             |         |
| 1991                                 |             |         |
| 1990                                 |             |         |
| Источник: Riga International Airport |             |         |

Данные из запроса в Викиданные.

## Стоянки
На территории аэропорта «Рига» действуют одна краткосрочная (P1) и две долгосрочные (P3, P4) стоянки круглосуточно.
При аэропорте реализована услуга Park&Fly. Park&Fly — это круглосуточная автостоянка, которая находится в минуте езды от рижского аэропорта. Пассажир оставляет свою машину на Park&Fly, а его самого вместе с багажом бесплатно доставляют прямо к дверям аэропорта. По возвращении в аэропорт Рига, бесплатный автобус Park&Fly доставляет пассажира обратно к автомашине.

## Транспорт
От аэропорта до Риги можно добраться несколькими способами — на такси и общественным транспортом.
Городской автобус 22-го маршрута связывает аэропорт с центром города (улица Абренес). Интервал движения — 10-30 минут, продолжительность поездки составляет 35 минут. Билет на одну поездку можно приобрести у водителя и в мобильных приложениях, другие виды билетов — в билетном автомате и киосках Narvesen.

## Судебные процессы
В мае 2014 года Латвийское государство в лице аэропорта «Рига» проиграло в Лондонском арбитражном суде иск против Ryanair, за что ему пришлось выплатить авиакомпании 802 тысячи евро. Латвии не удалось доказать, что заключенный по инициативе министра сообщения Айнара Шлесерса в 2004 году договор между авиакомпанией и аэропортом, предусматривавший скидки на услуги аэропорта и аэронавигации при достижении порога в 500 тыс. пассажиров в год, был невыгодным. Суд удовлетворил практически все требования Ryanair и отклонил встречный иск аэропорта на 2 млн евро о не оплаченных счетах за услуги аэронавигации, которые по договору были включены в аэродромные сборы.